# Buto
Buto (starogrško starogrško Βουτώ, Buto, arabsko بوتو, Butu), Butus (starogrško starogrško Βοῦτος, Boutos) ali  Butosus je bilo mesto, ki so ga Egipčani imenovali Per-Vadžet. Stalo je 95 km vzhodno od Aleksandrije v delti Nila. Mesto, ki so ga Grki v klasičnem obdobju imenovali Buto, je stalo na sredini med Talijskim (Bolbitinskim) in Termutiaškim (Sebenitskim) rokavom Nila.
Mesto se zdaj imenuje Tell El Fara'in (Hrib faraonov) in se nahaja v bližini vasi Ibtu (ali Abtu) in  Kom Butu in mesta  Desouk (arabsko دسوق).

## Zgodovina
V najzgodnejših opisih regije sta v njej omenjeni mesti Pe in Dep. Mesti sta se kasneje zlili v mesto, ki so ga Egipčani imenoval Per-Vadžet (Vadžetina hiša).
Boginja Vadžet, pogosto upodobljena kot kobra, je bila zaščitniška boginja Spodnjega Egipta. V njenem slavnem templju je bilo njeno preročišče. Njej v čast je bilo tam vsako leto veliko praznovanje. V Spodnjem Egiptu so bila tudi svetišča boga  Hora in boginje Bastet. Mnogo kasneje je bilo mesto povezano z boginjo Izido.
Delta Nila je bila v prazgodovinskem Egiptu pomembna pokrajina in od paleolitika do leta 3100 pr. n. št. deset tisoč let prizorišče kulturnega razvoja. Arheološke najdbe kažejo, da je po združitvi Gornjega in Spodnjega Egipta v delti prevladala kultura Gornjega Egipta, kar se šteje za pomemben dokaz za družitev obeh Egiptov v eno državo.
Na začetku so v obeh prejšnjih kulturah obstajala  številna božanstva z enakimi  identitetami in vlogami, vendar z različnimi imeni. Del božanstev se je zaradi veliko podobnosti združil v enoten panteon, kar pa ni veljalo za zavetnici obeh Egiptov. Zavetnico Spodnjega Egipta Vadžet so upodabljali  kot kobro, zavetnico Gornjega Egipta Nekbet pa kot beloglavega jastreba. Njuni kulturni veličini sta bili tako različni, da se boginji tudi po združitvi kultur nista nikoli združili v eno. Enako se je kljub podobnostim zgodilo tudi nekaj drugim božanstvom iz obeh delov Egipt. Boginji sta postal znani kot Dve gospe in skupaj ostali zavetnici združenega Egipta do konca njegovega klasičnega obstoja. Boginji sta se upodobljali v ureu, ki se je nosil na prednji strani krone egipčanskih faraonov.
Med ptolemajsko okupacijo Egipta, ki je trajala od leta 305 do 30 pr. n. št., so Grki mesto Per-Vadžet preimenovali v Buto. Služilo je kot glavno mesto, po Herodijanu pa je bilo zgolj največja vas v delti Nila. Herodot ga je poznal kot  Ftenotski nom (Φθενότης) in Plinij starejši kot Pteneta. Grški zgodovinarji so zapisali, da Buto slovi zaradi monolitnega templja in preročišča boginje Vadžet in da v njem poteka letni festival v čast omenjeni boginji. Ko so pisali o egipčanski kulturi, so klasični Grki poskušali povezati starejša egipčanska božanstva s svojimi. O njih so pisali kot o v bistvu enakih božansvih, vendar z drugimi imeni v grški kulturi. Za Vadžet sta za grški vzporednici veljali Leto ali Latona. Omenili so tudi, da je bilo v Butu svetišče boga Hora, ki so ga stari Grki povezovali z Apolonom, in svetišče boginje Bastet, ki so jo povezovali z Artemido. Plutarh in nekateri kasnejši viri pišejo, da so v Butu častili tudi rovko in jo včasih povezovali s Horom.

## Arheologija
Za najpomembnejše arheološko odkritje v Butu se šteje palača iz obdobja Druge dinastije. V letih 1964–1969 so potekale raziskave Egiptovskega društva za raziskave pod vodstvom Veronice Seton-Williams in  Dorothy Charlesworth. Od začetka 80. let dvajsetega stoletja potekajo raziskave Nemškega arheološkega inštituta. Med različnimi raziskavami je bilo v Butu odkritih šest grških kopališč.